# Шведи в Коста Рика
Шведите в Коста Рика (на испански: Sueco-costarricense) са етническа група в Коста Рика.

## Численост
Общо 1100 шведи живеят в страната. 

## Култура

### Шведски език
В някои училища в страната се изучава шведски език.

### Отношения между Швеция и Коста Рика
Някои шведски компании в Коста Рика са:
- Ericsson
- Волво
- Скания АБ
- Орифлейм